# Старгач
Старгач (грецькою: Στραγκάτς або Κουλάτα)  — гора на південному заході Болгарії і на півночі Греції, найнижча гора Рило-Родопського масиву . 

## Географічна характеристика

### Географічне положення, межі, розміри
Гора тягнеться на південь від Пірина, що відокремлює його від долини річки Митниця (права притока Мести). На заході з'єднується з гіркою Славянка через сідловину Пидарчовиця або Панаїрська Ливада (720 м), а на сході —  сідловиною Митницата - з північними відрогами Боздагу, відомого ще як Шилка  або гора Святого Тодора. На піденному заході долина річки Тирлицька Митниця (Ватипопу) відокремлює її від Чорної гори, а на південному  сході долина річки Белотинської  (Мілоревма) - від гори Боздаг. На півдні схили Страгача стрімко спускаються до  Єлес-Зерневської котловини. Довжина  гори з півночі на південь становить близько 15 км, а ширина — 10 км. Більша частина гори знаходиться на грецькій території. На болгарській вона займає площу 37 км2 , що становить близько 40% її загальної площі. З заходу на схід в північній частині гори між прикордонними пірамідами № 113 і 130 проходить ділянка болгаро-грецького кордону. 

### Рельєф, геологічна будова
Завдяки округлому контуру та злегка розсіченій гряді, Старгач є зменшеною копією сусідньої гори Славянка. Найвища точка, вершина Старгач (1270 м), розташована на грецькій території (також відома як пік Кулата), приблизно в 1 км на південь від прикордонної піраміди № 122.  Найвищою точкою (1249,4 м) в болгарській частині є хребет біля прикордонній піраміді № 121, у безпосередній близькості руїн грецької застави, але це не є пік. 
Старгач - це горст складений з метаморфічних порід - мармуру, гнейсу, слюди.  Граніти виходять на невеликих ділянках і зустрічаються ще кварц. 

### Клімат, води, ґрунти, флора і фауна
Через близькість гори до Егейського моря, клімат перехідний середземноморський.  Більшість опадів, переважно у вигляді дощу, випадають в осінньо-зимовий період.  Сніговий покрив майже не тримається. Ґрунти в гірській місцевості в основному  лісові коричневі вилужені.   
Кліматичні та ґрунтові умови сприяли формуванню специфічної субрегіональної флори і фауни.  Переважає чагарникова рослинність - ясен білоцвітий, бузкові, ялівцеві, ліщини, граб.  Букові ліси ростуть у найвищих ділянках вздовж кордону з Грецією.  Серед тварин зустрічаються: кіт лісовий, дикий кабан, заєць. 

## Поселення
На самій горі немає населених пунктів, але в передгір'ях у Болгарії та Греції є 1 містечко і 5 сіл. 
- У Болгарії - 2 села: Ілинден і Нова Ловча;
- У Греції - 1 місто Зирневе (як Неврокопи) і 3 селища: Вилково (Хрисокефалос), Визмен (Ексохі) і Куманич (Дасато)[1][2].

## Транспорт
По східному підніжжі гори проходить через сідловину Митницата (через тунель біля кордону) ділянка другокласної дороги № 19  Державної автомобільної мережі від Гоце Делчева до Драми. 

## Топографічна карта
- Аркуш карти K-34-96. Масштаб: 1 : 100 000. (рос.) Зазначити дату випуску/стану місцевості.

## Зовнішні посилання
- У Старгачі час між двома селами зупинився
- Галерея з фотографіями з Старгача
- Николай Мичев (1980). Географски речник на България. София: Наука и изкуство. с. 482. (болг.)